# Mari El

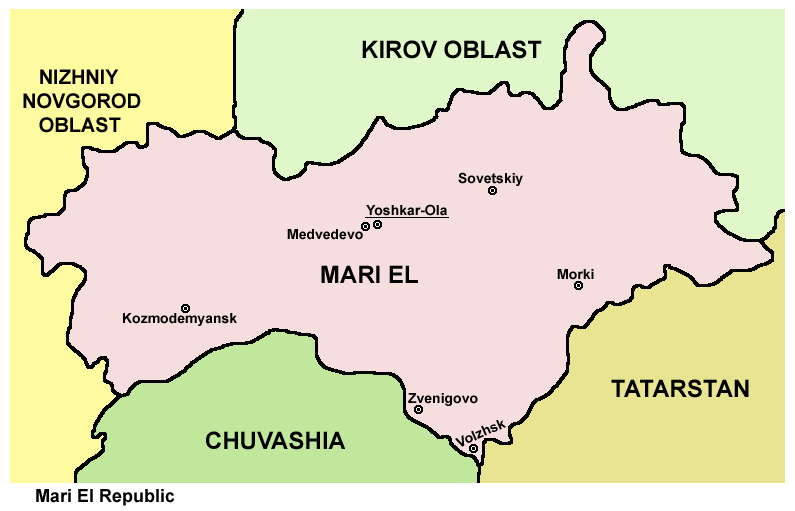

A República de Mari El (em russo:  Республика Марий Эл, transl. Respublika Mari El; em mari: Марий Эл Республик, tr. Mari El Respublik) é uma divisão federal da Federação da Rússia, (que se constituiu como república). Sua capital é a cidade de Ioshkar-Ola. Seus idiomas oficiais são a língua mari e o russo.

## História
As antigas tribos maris são conhecidas desde o século V. Mais tarde, a sua área viria a ser tributária da Bulgária do Volga e do Canato da Horda Dourada. Cerca de 1440, foi incorporada no Canato de Cazã tendo sido ocupada finalmente pela Rússia após a queda de Cazã em 1552.
O oblast autónomo mari foi criado a 4 de novembro de 1920. Foi reorganizado como República Socialista Soviética Autónoma Mari a 5 de dezembro de 1936.
A República de Mari El na sua forma atual foi criada a 22 de dezembro de 1990.

## Religião
As religiões mais comuns em Mari El são a ortodoxa russa, a fé pagã tradicional mari, o islamismo e os velhos crentes. Também está presente a religião marla, a qual é uma combinação do paganismo tradicional e do cristianismo moderno.